# Сукно
Сукно́ — вовняна чи напіввовняна тканина апаратного прядіння, на лицьовій поверхні якої утворюється повстяноподібний застил, що закриває переплетення ниток. Із сукна виготовляють пальта, костюми тощо.

## Історія
Виробництво сукна існувало ще в Стародавньому світі: збереглися перекази про сукняну промисловість Тіра, Сідона, Вавилона, Багдада та інших східних міст. Звідти це мистецтво перейшло до греків і римлян. У Помпеях знайдені рештки сукнярських знарядь, а також фрески із зображенням техніки виробництва: валяння здійснювалося руками й ногами, а для пресування застосовувався гвинтовий прес. У Середньовіччі сукнарство досягло розвитку у Фландрії, Голландії, Англії та Саксонії, пізніше — у Реймсі, Ельбефі та Седані.
На Русі сукняне виробництво існувало в Києві й Новгороді ще за часів Володимира Святославича. У Московській державі сукнарство існувало здавна (літописі згадують зруйновані Тохтамишем в 1382 році сукновальні), але цей матеріал не відрізнявся високою якістю, і тонкі сукна увозилися до Московщини з-за кордону. Хоча за правління Олексія Михайловича Йоганном фон Сведеном була заснована фабрика тонких сукон, вона не могла конкурувати з дешевшим імпортним товаром. Розвиток суконних фабрик припав на правління Петра I, який вживав для цього заходи як підохочувального, так і примусового характеру. Один з видів сукна, так звані «шептухові сукна», привозилось в Запорозьку Січ як царська платня козакам.
У Польщі зі сукна шили традиційний одяг східні краків'яни під назвою "kierezja". Це був довгий рудий кожух із коричневого сукна.

## Вироблення
Виробництво сукна з вовни засновується на здатності вовняного волокна за допомогою чіпких лусочок і зубчиків звалюватися з іншими волокнами.
Щоб отримати сукно, необхідно:
- промити шерсть (руно), відокремити бруд і жирний піт;
- видалити реп'яхові шишки;
- тіпати на тіпальній машині;
- прочесати на апаратах;
- прясти на мюль-машинах;
- пряжу снувати на снувальному верстаті;
- ткати на ткацькому верстаті;
- валяти у валяльній машині;
- промити, фарбувати і ворсити на ворсильній машині;
- стригти на стрижному верстаті;
- щіткувати на бастувальній машині;
- пресувати і скласти для пакування.

## Види
Види сукна: драп, бібер, драдедам, сукно звичайне та інші.

### Історичні види
- Кармазин
- Семиряга (серм'яга, семеряга, семряга, сірячина) — домоткане грубе нефарбоване сукно, йшло на сіряки[4].

## Приборне сукно
Приборне сукно — сукно певного кольору, встановленого керівними документами, для певного формування Збройних сил, для прапорів, форми одягу тощо, що забезпечували візуальну відмінність між ними. Наприклад, колись у кожної військової частини були приборні кольори свого (певного) кольору для обшивання коміра, обшлагів, внутрішньої поверхні фалд і погон мундира, шинелі тощо.